# Жилоток
Жилоток (рос. Жилоток)  — присілок Бокситогорського району Ленінградської області Росії. Входить до складу Борського сільського поселення.
Населення —  23 особи (2012 рік). 